# Mathias Kjølø
Mathias Kjølø (Oslo, 2001. június 27. –) norvég korosztályos válogatott labdarúgó, a holland Twente középpályása.

## Pályafutása

### Klubcsapatokban
Kjølø a norvég fővárosban, Oslóban született. Az ifjúsági pályafutását a helyi Kjelsås és Vålerenga csapatában kezdte, majd a holland PSV Eindhoven akadémiájánál folytatta.
2020-ban mutatkozott be a PSV Eindhoven első osztályban szereplő felnőtt keretében. 2022. július 1-jén hároméves szerződést kötött a Twente együttesével. Először a 2022. augusztus 14-ei, Fortuna Sittard ellen 3–0-ra megnyert mérkőzés 69. percében, Michel Vlap cseréjeként lépett pályára.

### A válogatottban
Kjølø az U16-ostól az U21-esig több korosztályos válogatottban is képviselte Norvégiát.
2021-ben debütált az U21-es válogatottban. Először a 2021. október 12-ei, Észtország ellen 3–0-ra megnyert mérkőzés 79. percében, Johan Hovet váltva lépett pályára.

## Statisztikák
2023. január 6. szerint
| Klub          | Szezon   | Osztály    | Bajnokság | Bajnokság | Kupa  | Kupa | Nemzetközi | Nemzetközi | Összesen | Összesen |
| Klub          | Szezon   | Osztály    | Meccs     | Gól       | Meccs | Gól  | Meccs      | Gól        | Meccs    | Gól      |
| ------------- | -------- | ---------- | --------- | --------- | ----- | ---- | ---------- | ---------- | -------- | -------- |
| PSV Eindhoven | 2020–21  | Eredivisie | 1         | 0         | 0     | 0    | —          | —          | 1        | 0        |
| Twente        | 2022–23  | Eredivisie | 12        | 0         | 2     | 0    | —          | —          | 14       | 0        |
| Összesen      | Összesen | Összesen   | 13        | 0         | 2     | 0    | 0          | 0          | 15       | 0        |